# The Party’s Over
The Party's Over — дебютный студийный альбом британской группы Talk Talk, выпущенный в 1982 году на лейбле EMI.

## Об альбоме
Пластинка отчётливо демонстрирует несамостоятельность Talk Talk, которые начали своё существование с подражания новым романтикам Duran Duran. Большая часть альбома, кажется, воссоздает дебютный альбом Duran Duran, что даже в какой-то мере походит на плагиат. Хотя Talk Talk на своем дебютном релизе не создали ничего «нового» и «революционного», The Party's Over привлекателен и приятен для прослушивания, — считает Крис Вудстра, рецензент портала Allmusic. Продюсером альбома выступил Колин Тёрстон, ранее работавший с Duran Duran.
Главным синглом альбома стала песня «Talk Talk», содержащая на стороне Б песню «Mirror Man», которая уже выпускалась синглом. Композиции «Today» и «Another Word» также были изданы в качестве синглов.
The Party's Over был выпущен на аудиокассете, грампластинке и компакт-диске. В Испании название альбома было переведено на испанский язык как La Fiesta Ha Terminado, помимо этого, названия треков альбома также были переведены на испанский. 
1 марта 1985 года Британская ассоциация производителей фонограмм присвоила диску серебряный сертификат.

## Список композиций
| №  | Название                  | Автор(ы)                      | Длительность |
| -- | ------------------------- | ----------------------------- | ------------ |
| 1. | «Talk Talk»               | М.Холлис, Э.Холлис            | 3:23         |
| 2. | «It’s So Serious»         | Бреннер, Харрис, Холлис, Уэбб | 3:21         |
| 3. | «Today»                   | Бреннер, Харрис, Холлис, Уэбб | 3:30         |
| 4. | «The Party’s Over»        | Бреннер, Харрис, Холлис, Уэбб | 6:12         |
| 5. | «Hate»                    | Бреннер, Харрис, Холлис, Уэбб | 3:58         |
| 6. | «Have You Heard the News» | Холлис                        | 5:07         |
| 7. | «Mirror Man»              | Холлис                        | 3:21         |
| 8. | «Another Word»            | Уэбб                          | 3:14         |
| 9. | «Candy»                   | Холлис                        | 4:41         |

Американское издание на кассете (1 версия)
| №  | Название           | Длительность |
| -- | ------------------ | ------------ |
| 1. | «Talk Talk»        | 3:23         |
| 2. | «Hate»             | 3:58         |
| 3. | «The Party’s Over» | 6:12         |
| 4. | «Candy»            | 4:41         |

Американское издание на кассете (2 версия)
| №  | Название                  | Длительность |
| -- | ------------------------- | ------------ |
| 5. | «Today»                   | 3:30         |
| 6. | «Have You Heard the News» | 5:07         |
| 7. | «Mirror Man»              | 3:21         |
| 8. | «Another Word»            | 3:14         |
| 9. | «It’s So Serious»         | 3:21         |

## Чарты
| Страна         | Наивысшая позиция |
| -------------- | ----------------- |
| Великобритания | 21                |
| Новая Зеландия | 8                 |
| Швеция         | 47                |

| Сингл       | Страна         | Наивысшая позиция |
| ----------- | -------------- | ----------------- |
| «Today»     | Новая Зеландия | 10                |
| «Today»     | Великобритания | 14                |
| «Talk Talk» | Великобритания | 52                |

## Участники записи
- Ли Харрис — ударные, композитор
- Марк Холлис — вокал, композитор
- Майк Робинсон — микширование
- Пол Уэбб — бас-гитара, композитор
- Саймон Бреннер — клавишные, композитор
- Эд Холлис — композитор
- Джеймс Марш — обложка альбома